# Andrés Mazali
Andrés Mazali (Montevideo, 22 juli 1902 – 30 oktober 1975) was een Uruguayaans voetballer en atleet. 

## Biografie
Mazali speelde zijn hele carrière bij Club Nacional de Football. Met Nacional won hij vijf keer de landstitel en twee keer de Copa Lipton en één keer de Copa Newton. 
In 1924 en 1928 won hij met de nationale ploeg de gouden medaille op de Olympische Spelen. In 1923, 1924 en 1926 werd hij ook Zuid-Amerikaans kampioen. Hij zou normaal ook deel uitmaken van de selectie voor het allereerste WK. Echter in de twee maanden voorbereidingstijd verliet hij zonder overleg het spelershotel om zijn familie te bezoeken, waarop trainer Alberto Suppici hem uit de ploeg zette. Enrique Ballestrero was zijn vervanger. 
In 1919 won Mazali op de Zuid-Amerikaanse atletiekkampioenschappen brons en in 1920 goud op de 400 m horden en zilver op de 200 m horden. Twee jaar later won hij zilver op de 400 m horden. Hij speelde ook zes jaar bij het nationale basketbalelftal.
| Logo van de Olympische Spelen | Goud | Zilver | Brons | Logo van de Olympische Spelen |
|                               | 2    | 0      | 0     |                               |